# 諾林河

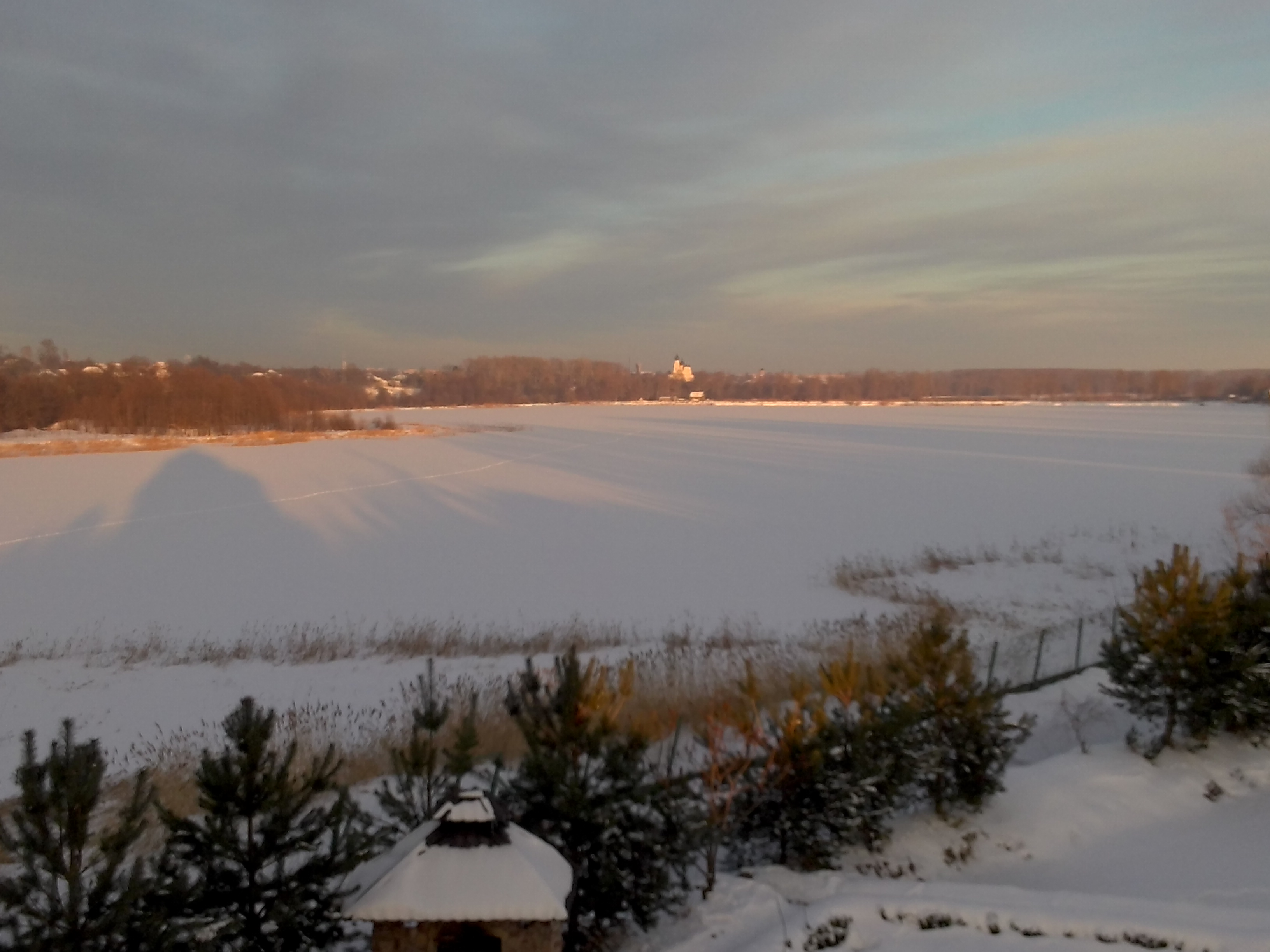

諾林河（烏克蘭語：Норинь），是烏克蘭的河流，位於該國北部日托米爾州，屬於烏日河的左支流，發源自利斯特溫，河道全長84公里，流域面積832平方公里。